# Ozero Devitjje (sjö i Vitryssland)
Ozero Devitjje (ryska: Озеро Девичье) är en sjö i Belarus.   Den ligger i voblasten Vitsebsks voblast, i den norra delen av landet, 150 km nordost om huvudstaden Minsk. Ozero Devitjje ligger 137 meter över havet. Arean är 0,36 kvadratkilometer. Den sträcker sig 0,8 kilometer i nord-sydlig riktning, och 0,8 kilometer i öst-västlig riktning.
Omgivningarna runt Ozero Devitjje är en mosaik av jordbruksmark och naturlig växtlighet. Runt Ozero Devitjje är det ganska glesbefolkat, med 22 invånare per kvadratkilometer.